# 斯維爾峰
斯維爾峰（英語：Sverre Peak）是南極洲的山峰，位於毛德皇后地的阿斯特里德公主海岸，距離佩特森嶺北端0.9公里，屬於康拉德山脈的一部分，由德國探險隊發現和拍攝空中照片，現時由南極條約體系管理。